# Saint-Marcellin-lès-Vaison
Pour les articles homonymes, voir Saint-Marcellin et Vaison.
Saint-Marcellin-lès-Vaison est une commune française située dans le département de Vaucluse, en région Provence-Alpes-Côte d'Azur.

## Géographie
Le bourg est situé au sud-ouest du territoire de la commune, au-dessus de l'Ouvèze. Il fait partie de l'aire urbaine de Vaison-la-Romaine.
|                   | Saint-Romain-en-Viennois   |            |
| Vaison-la-Romaine | Saint-Marcellin-lès-Vaison | Entrechaux |
|                   | Crestet                    |            |

### Accès et transports
La route départementale 151 traverse le bourg et la commune sur un axe est-ouest.
L'autoroute A7 est la plus proche de la commune.

### Sismicité
Les cantons de Bonnieux, Apt, Cadenet, Cavaillon et Pertuis sont classés en zone Ib (risque faible). Tous les autres cantons du département de Vaucluse sont classés en zone Ia (risque très faible). Ce zonage correspond à une sismicité ne se traduisant qu'exceptionnellement par la destruction de bâtiments.

### Hydrographie
La commune est arrosée au nord-ouest par le ruisseau Lauzon, un affluent de la rivière de l'Ouvèze au niveau de Vaison-la-Romaine, elle-même arrosant la frontière communale au sud-ouest.

### Climat
Pour des articles plus généraux, voir Climat de Provence-Alpes-Côte d'Azur et Climat de Vaucluse.
En 2010, le climat de la commune est de type climat méditerranéen franc, selon une étude du Centre national de la recherche scientifique s'appuyant sur une série de données couvrant la période 1971-2000. En 2020, Météo-France publie une typologie des climats de la France métropolitaine dans laquelle la commune est dans une zone de transition entre le climat de montagne et le climat méditerranéen et est dans la région climatique  Provence, Languedoc-Roussillon, caractérisée par une pluviométrie faible en été, un très bon ensoleillement (2 600 h/an), un été chaud (21,5 °C), un air très sec en été, sec en toutes saisons, des vents forts (fréquence de 40 à 50 % de vents > 5 m/s) et peu de brouillards. 
Pour la période 1971-2000, la température annuelle moyenne est de 13,3 °C, avec une amplitude thermique annuelle de 17,1 °C. Le cumul annuel moyen de précipitations est de 774 mm, avec 6,2 jours de précipitations en janvier et 3,4 jours en juillet. Pour la période 1991-2020, la température moyenne annuelle observée sur la station météorologique de Météo-France la plus proche, « Puyméras », sur la commune de Puyméras à 5 km à vol d'oiseau, est de 14,2 °C et le cumul annuel moyen de précipitations est de 700,2 mm. 
La température maximale relevée sur cette station est de 41,1 °C, atteinte le 28 juin 2019 ; la température minimale est de −10 °C, atteinte le 7 février 2012,,. 
Les paramètres climatiques de la commune ont été estimés pour le milieu du siècle (2041-2070) selon différents scénarios d'émission de gaz à effet de serre à partir des nouvelles projections climatiques de référence DRIAS-2020. Ils sont consultables sur un site dédié publié par Météo-France en novembre 2022.

## Urbanisme

### Typologie
Au 1er janvier 2024, Saint-Marcellin-lès-Vaison est catégorisée commune rurale à habitat dispersé, selon la nouvelle grille communale de densité à sept niveaux définie par l'Insee en 2022.
Elle appartient à l'unité urbaine de Vaison-la-Romaine, une agglomération intra-départementale regroupant quatre  communes, dont elle est une commune de la banlieue,,. Par ailleurs la commune fait partie de l'aire d'attraction de Vaison-la-Romaine, dont elle est une commune de la couronne,. Cette aire, qui regroupe 14 communes, est catégorisée dans les aires de moins de 50 000 habitants,.

### Occupation des sols
L'occupation des sols de la commune, telle qu'elle ressort de la base de données européenne d’occupation biophysique des sols Corine Land Cover (CLC), est marquée par l'importance des territoires agricoles (54,3 % en 2018), une proportion identique à celle de 1990 (54,3 %). La répartition détaillée en 2018 est la suivante : 
forêts (45,7 %), zones agricoles hétérogènes (34,2 %), cultures permanentes (20,1 %). L'évolution de l’occupation des sols de la commune et de ses infrastructures peut être observée sur les différentes représentations cartographiques du territoire : la carte de Cassini (XVIIIe siècle), la carte d'état-major (1820-1866) et les cartes ou photos aériennes de l'IGN pour la période actuelle (1950 à aujourd'hui).

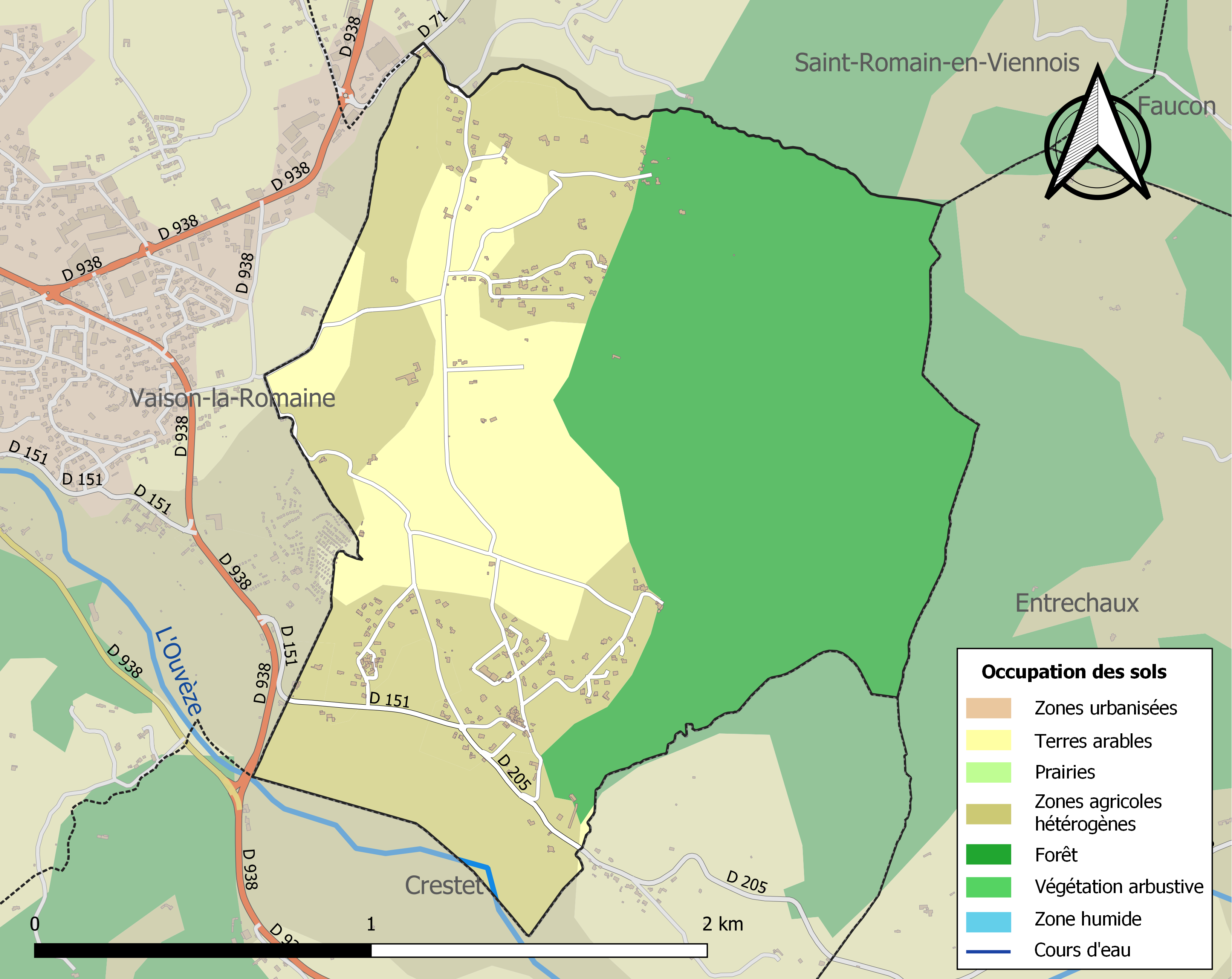
Carte des infrastructures et de l'occupation des sols de la commune en 2018 (CLC).

## Histoire

### Antiquité
Le territoire de la commune a livré plusieurs objets d'origine romaine : autel à Jupiter, statue de Bacchus en bronze, urne funéraire et débris de cippe.

### Moyen Âge
La première mention du village date de 1146. Il est noté sur le testament de Tiburge d'Orange qui le donne à son fils Rambaud IV.
En octobre 1335, après avoir été disputé entre les princes d'Orange et les Dragonnet de Montauban, ce fief est passé sous la suzeraineté des Dauphins du Viennois, puisque Humbert reçoit l'hommage lige de Guichard de Lauras qui reconnaît « tenir de lui, en franc-fief la bastide de Saint-Marcellin ».
Ce fief passe ensuite à Siffrey de Tholon, seigneur de Sainte-Jalle, conseiller delphinal, qui en rend hommage le 27 juillet 1407.

### Renaissance

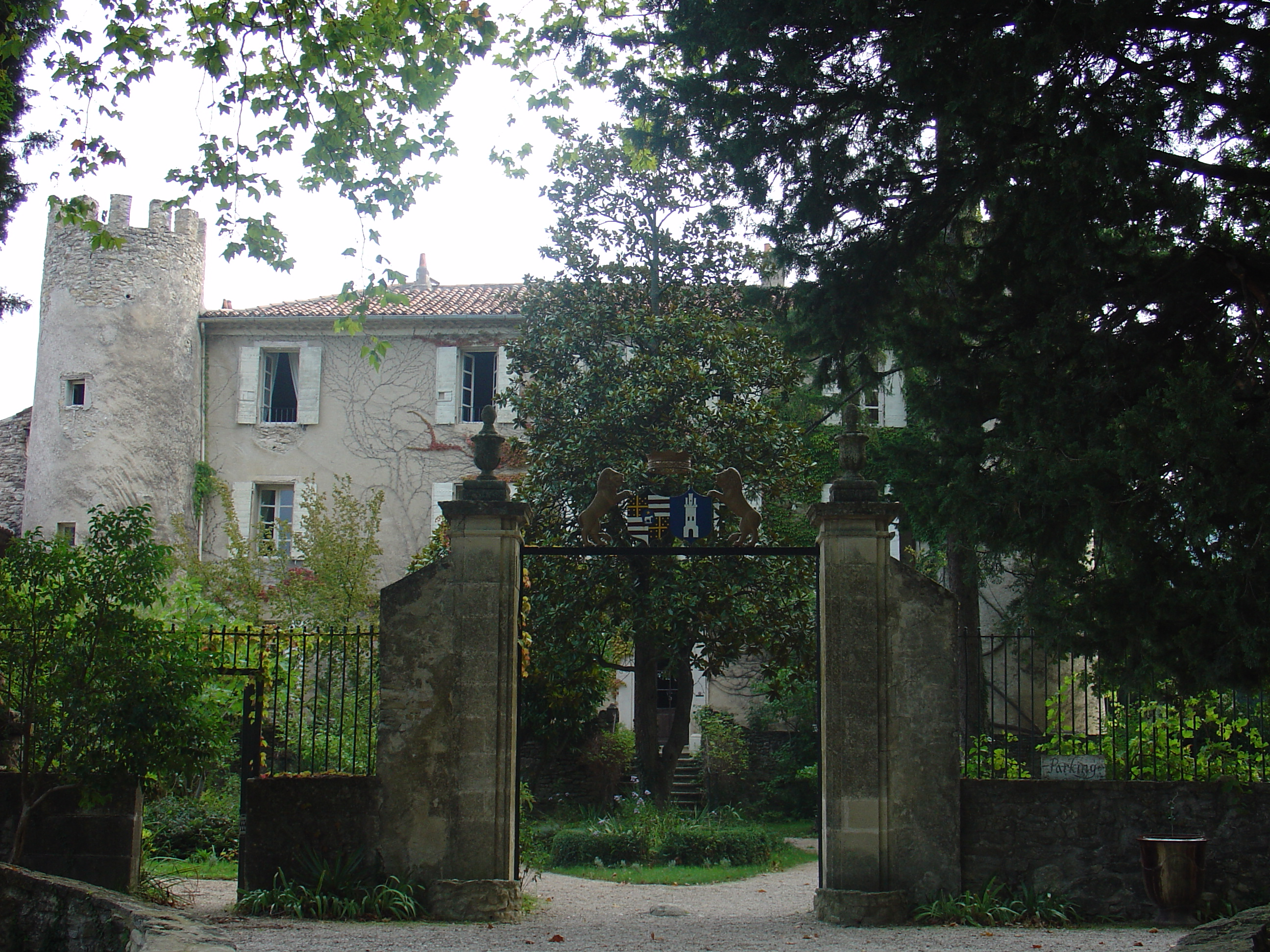
Château de Taulignan à Saint-Marcellin-lès-Vaison, 1549.

Son descendant, Falques de Tholon, en vend une partie à Gaucher de Blégier, au cours du mois de décembre 1549. Puis cette famille en acquiert l'ensemble puisque le 29 novembre 1689, Joseph Bernard Blégier de Taulignan en « preste hommage au Roi Dauphin ».

### Période moderne
Au moment de la création des départements, le village fut incorporé dans celui de la Drôme et au district de Nyons puis le 26 juillet 1793, rattaché à celui de Carpentras.
Le 12 août 1793 fut créé le département de Vaucluse, constitué des districts d'Avignon et de Carpentras, mais aussi de ceux d'Apt et d'Orange qui appartenaient aux Bouches-du-Rhône, ainsi que du canton de Sault, qui appartenait aux Basses-Alpes.

### Période contemporaine
Le terroir viticole de la commune est classé en côtes-du-rhône, appellation reconnue depuis le 19 novembre 1937.

### Toponymie
La forme la plus ancienne est castrum S. Marcellini, attestée en 1146, dans le testament de Tiburge d'Orange. Ce Marcellin est Marcellinus, pape et martyr sous Dioclétien.

### Héraldique
| Blason de Saint-Marcellin-lès-Vaison | Les armes peuvent se blasonner ainsi : D'azur au château d'argent, ouvert, ajouré et maçonné de sable. |

## Politique et administration

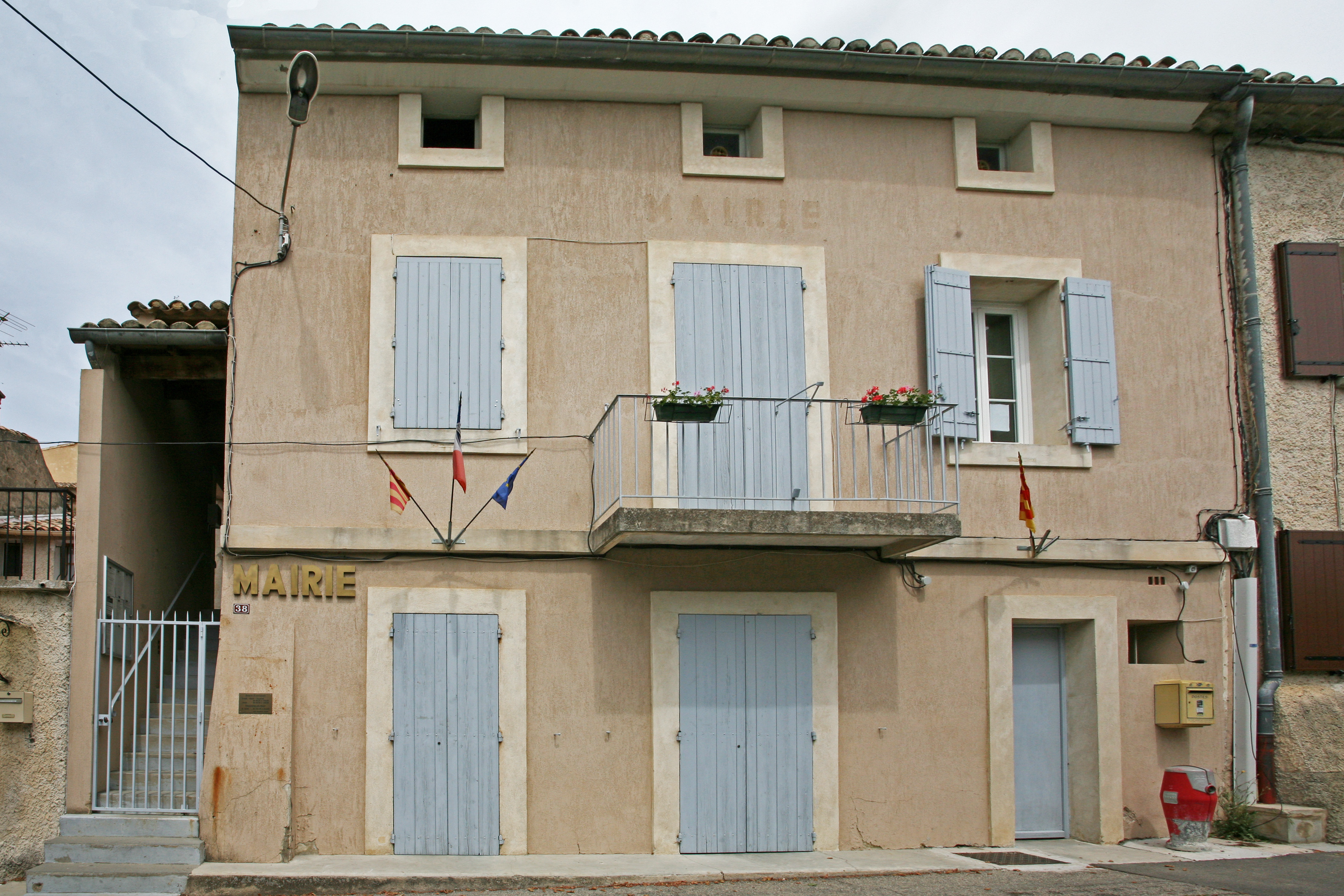
La mairie de Saint-Marcellin-lès-Vaison

| Période   | Période   | Identité         | Étiquette | Qualité        |
| --------- | --------- | ---------------- | --------- | -------------- |
|           |           |                  |           |                |
| 1995      | 2008      | Florence Moralès |           |                |
| mai 2008  | juin 2012 | Roland Almeras   |           | démissionnaire |
| juin 2012 |           | Corinne Colin    |           |                |

### Intercommunalité
La commune fait partie de la Communauté de communes Pays Vaison Ventoux, qui fait elle-même partie du Syndicat mixte d'aménagement de l'Aygues et du Syndicat mixte d'aménagement du bassin de l'Ouvèze (SIABO).

### Fiscalité
| Taxe                                                | part communale | Part intercommunale | Part départementale | Part régionale |
| --------------------------------------------------- | -------------- | ------------------- | ------------------- | -------------- |
| Taxe d'habitation (TH)                              | 12,78 %        | 0,00 %              | 7,55 %              | 0,00 %         |
| Taxe foncière sur les propriétés bâties (TFPB)      | 18,54 %        | 0,00 %              | 10,20 %             | 2,36 %         |
| Taxe foncière sur les propriétés non bâties (TFPNB) | 65,06 %        | 0,00 %              | 28,96 %             | 8,85 %         |
| Taxe professionnelle (TP)                           | 00,00 %        | 18,45 %             | 13,00 %             | 3,84 %         |

La part régionale de la taxe d'habitation n'est pas applicable.

## Démographie
L'évolution du nombre d'habitants est connue à travers les recensements de la population effectués dans la commune depuis 1793. Pour les communes de moins de 10 000 habitants, une enquête de recensement portant sur toute la population est réalisée tous les cinq ans, les populations de référence des années intermédiaires étant quant à elles estimées par interpolation ou extrapolation. Pour la commune, le premier recensement exhaustif entrant dans le cadre du nouveau dispositif a été réalisé en 2005.

En 2022, la commune comptait 335 habitants, en évolution de +7,37 % par rapport à 2016 (Vaucluse : +1,73 %, France hors Mayotte : +2,11 %).
| 1793 | 1800 | 1806 | 1821 | 1831 | 1836 | 1841 | 1846 | 1851 |
| ---- | ---- | ---- | ---- | ---- | ---- | ---- | ---- | ---- |
| 143  | 154  | 167  | 203  | 199  | 192  | 192  | 205  | 202  |

| 1856 | 1861 | 1866 | 1872 | 1876 | 1881 | 1886 | 1891 | 1896 |
| ---- | ---- | ---- | ---- | ---- | ---- | ---- | ---- | ---- |
| 195  | 172  | 164  | 151  | 157  | 148  | 144  | 123  | 106  |

| 1901 | 1906 | 1911 | 1921 | 1926 | 1931 | 1936 | 1946 | 1954 |
| ---- | ---- | ---- | ---- | ---- | ---- | ---- | ---- | ---- |
| 118  | 119  | 103  | 109  | 77   | 84   | 93   | 98   | 90   |

| 1962 | 1968 | 1975 | 1982 | 1990 | 1999 | 2005 | 2006 | 2010 |
| ---- | ---- | ---- | ---- | ---- | ---- | ---- | ---- | ---- |
| 102  | 109  | 146  | 196  | 271  | 284  | 338  | 336  | 340  |

| 2015 | 2020 | 2022 | - | - | - | - | - | - |
| ---- | ---- | ---- | - | - | - | - | - | - |
| 313  | 335  | 335  | - | - | - | - | - | - |

## Économie

### Agriculture
Le vignoble produit des vins classés en côtes-du-rhône. Les vins qui ne sont pas en appellation d'origine contrôlée peuvent revendiquer, après agrément, le label Vin de pays de la Principauté d'Orange.

### Tourisme
Tourisme viticole (caves de dégustation) et tourisme de randonnées (plusieurs circuits pédestres et vélo à proximité). On trouve sur la commune plusieurs gîtes et chambres d'hôtes qui permettent l'accueil des touristes.
Le principal attrait de la commune réside dans sa relative proximité de Vaison-la-Romaine et du mont Ventoux.

## Équipements ou services

### Enseignement
La commune dispose d'une école primaire publique de l'Adret avec deux classes, ensuite les élèves sont affectés au collège Joseph d'Arbaud à Vaison-la-Romaine, puis vers le lycée Jean-Henri Fabre à Carpentras.

### Sports
On pratique sur la commune des sports de nature comme la randonnée (entre autres sur les reliefs à l'est de la commune), la baignade, etc.

### Santé
Saint-Marcellin-lès-Vaison ne bénéficie pas d'équipements médicaux particuliers. On en trouve cependant beaucoup sur la commune voisine de Vaison-la-Romaine, à 2 km.

## Vie locale

### Cultes

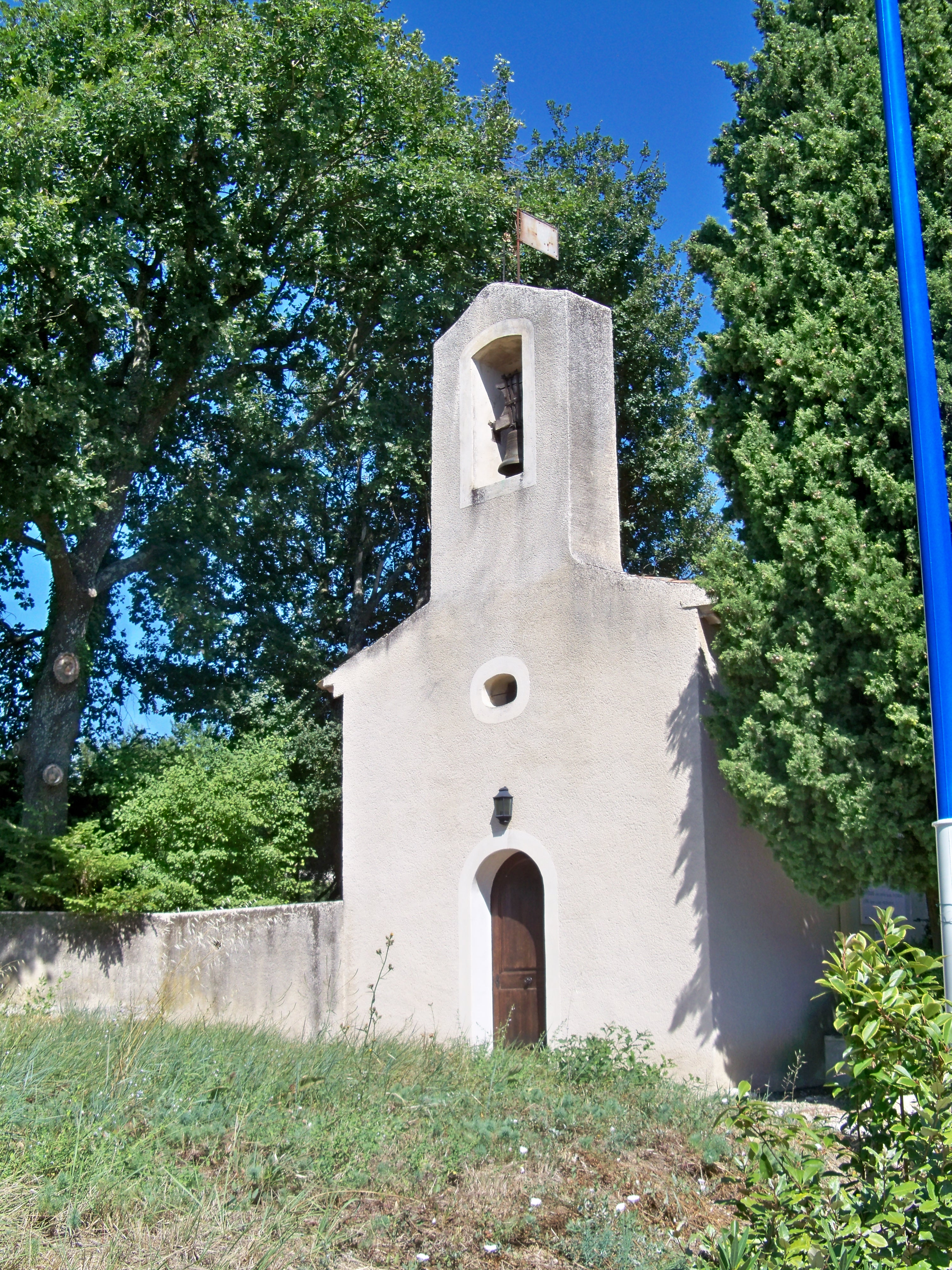
Chapelle sainte Marie Madeleine, à la sortie du village, côté Vaison-la-Romaine.

Catholique romain.

### Écologie et recyclage
La collecte et traitement des déchets des ménages et déchets assimilés et la protection et mise en valeur de l'environnement se font dans le cadre de la Communauté de communes Pays Vaison Ventoux. Il existe une déchèterie à l'entrée de Vaison-la-Romaine et une décharge à gravats à Villedieu.
La commune est incluse dans la zone de protection Natura 2000 « l'Ouvèze et le Toulourenc », sous l'égide du Ministère de l'écologie, de la DREAL Provence-Alpes-Côte-d'Azur, et du MNHN (Service du Patrimoine Naturel).

## Lieux et monuments
- Château de Taulignan (et chapelle ruinée) privatisé
- Chapelle castrale dédiée à Saint-Marcellin
- Chapelle (XVIIIe siècle) dédiée à sainte Marie Madeleine